# Golandweber
Der Golandweber (Ploceus golandi, Syn.: Heterhyphantes golandi) zählt innerhalb der Familie der Webervögel (Ploceidae) zur Gattung der Ammerweber (Ploceus).
Der lateinische Artzusatz bezieht sich auf Captain Goland Vanhalt Clarke (1875–1944).
Der Vogel ist endemisch in Kenia.
Das Verbreitungsgebiet umfasst Waldflächen entlang der Küste, bevorzugt Miombo (Brachystegia).

## Merkmale
Die Art ist 13 cm groß. Das Männchen wiegt zwischen 23 und 27, das Weibchen zwischen 21 und 25 g. Das Männchen ist kleiner als der Waldweber (Ploceus bicolor), hat im Brutkleid Schwarz auf Kopf und Kehle bis auf mittlere Brusthöhe reichend, einen schwarzen Rücken mit gelben Flügelspitzen, eine braune Iris und einen schwarzen Schnabel. Die Unterseite ist gelb, der Schwanz dunkel olivgrün. Das Weibchen ist auf der Oberseite grünlich mit schwarzen Streifen, die Flügeldecken sind teilweise schwarz und gelb gestreift. Es hat einen gelben Überaugenstreif, eine gelbe Kehle mit angedeutetem vorderen Halsband in Gelb und die Unterseite ist gelblich. Der Schnabel ist grau. Jungvögel sind blasser.
Die Art ist monotypisch.

## Stimme
Die Art wird als lärmend mit ratternden und zischenden oder „sss sss“ Lauten in den Wipfeln und mit plötzlicher Stille und charakteristischem scharfem „chip chip“ im Fluge beschrieben.

## Lebensweise
Die Nahrung besteht hauptsächlich aus Insekten wie Käfer, Raupen und Schildläuse, aber auch aus Früchten wie Misteln.
Die Art sucht meist hoch in den Bäumen nach Nahrung, in Jagdgemeinschaften von bis zu 30 oder mehr Individuen, bildet auch gemischte Jagdtrupps, gerne zusammen mit Brillenwürgern (Prionops).
Die Brutzeit liegt vermutlich zwischen Februar und März; im März 2013 wurde die erste große Brutkolonie entdeckt. Die Art gilt als Standvogel.

## Gefährdungssituation
Der Bestand gilt als stark gefährdet (endangered).
Die Art ist bedroht durch Habitatverlust.